# Xyris andina
Xyris andina là một loài thực vật hạt kín trong họ Hoàng đầu. Loài này được Malme miêu tả khoa học đầu tiên năm 1913.